# Ghiacciaio Barnes
Il ghiacciaio Barnes (in inglese Barnes Glacier) è un ghiacciaio sulla costa di Loubet, nella parte occidentale della Terra di Graham, in Antartide. Il ghiacciaio, il cui punto più alto si trova 400 m s.l.m., scorre sul versante occidentale dell'altopiano Emimonto e fluisce verso ovest fino ad entrare nella baia Blind.

## Storia
Il ghiacciaio è stato poi così battezzato nel 1958 dal Comitato britannico per i toponimi antartici in onore di Howard T. Barnes, fisico canadese pioniere della glaciologia.